# Bảo tàng máy ảnh Hàn Quốc
Bảo tàng máy ảnh Hàn Quốc là bảo tàng về nhiếp ảnh ở Gwacheon, Gyeonggi-do, Hàn Quốc.

## Liên kết
- Trang chủ chính thức